# Grotte alchemiche

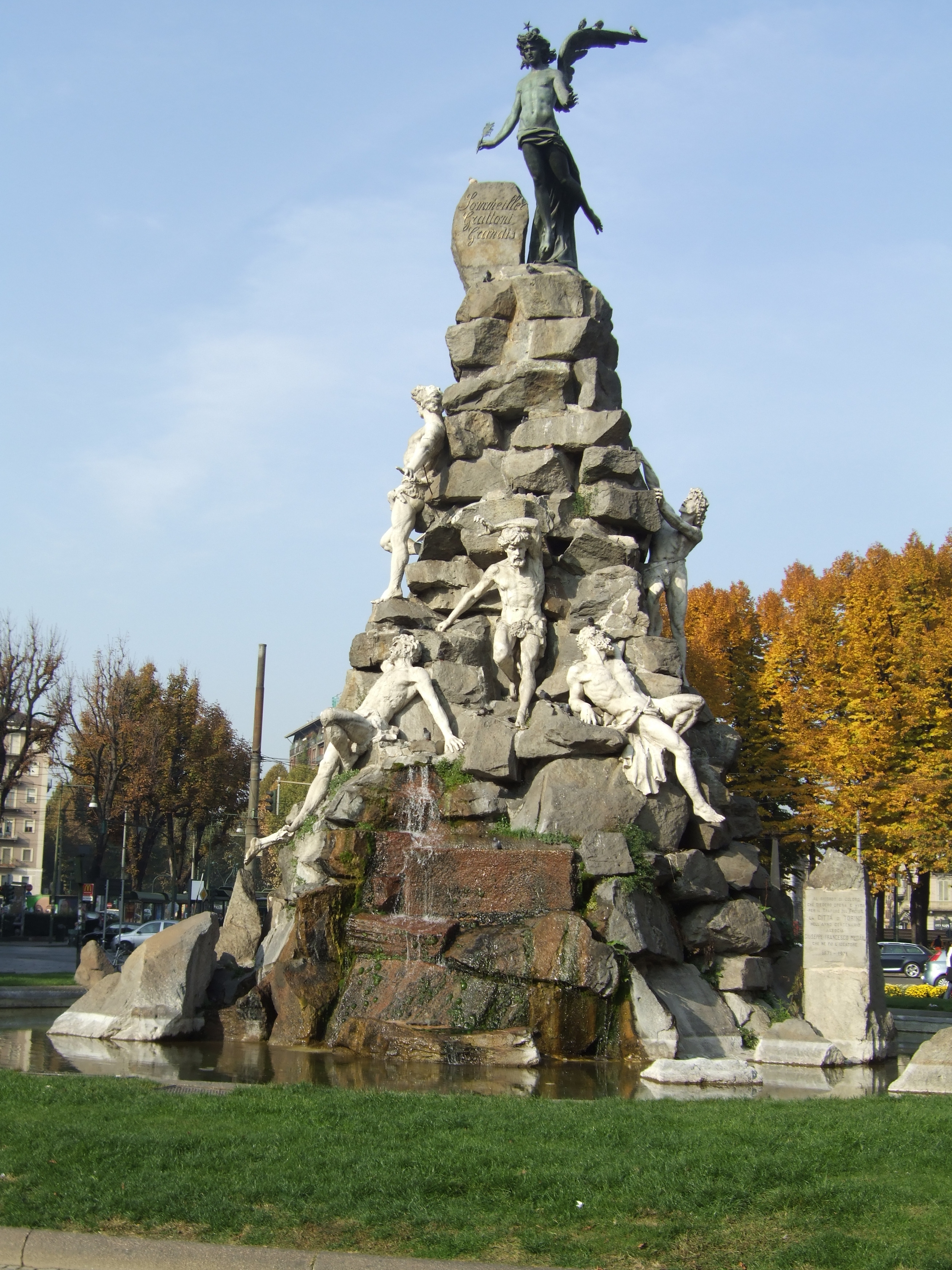
Il monumento al traforo del Fréjus in Piazza Statuto

Le grotte alchemiche sono tre presunti tunnel sotterranei di Torino, in Piemonte. Considerate spesso vere e proprie "porte" per altre dimensioni parallele dai seguaci dell'occulto, pare fossero luogo di ritrovo di vari parapsicologi, esoterici e alchimisti nei secoli, da cui il nome.
Le grotte alchemiche coinciderebbero con la comprovata esistenza di piccoli tratti di antichi passaggi sotterranei sotto il centro storico di Torino, fatti costruire principalmente da e per antichi appartenenti a Casa Savoia, già a partire dal XIV-XV secolo.

## Ubicazione
Secondo molte leggende, le grotte alchemiche sarebbero collocate nei siti seguenti, questo sebbene la loro vera ubicazione sia ignota: 
- la prima grotta sarebbe situata nei sotterranei del Palazzo Reale di Torino, secondo l'esoterismo il "cuore magico bianco" della città (vertice di un "triangolo bianco" con Praga e Lione), e connessa a sua volta con Piazza Statuto (in particolare, il monumento ai Caduti del Frejus), presunto "cuore magico nero" (vertice di un "triangolo nero" con Londra e San Francisco). Per alcuni, questa grotta-tunnel sarebbe stata larga quanto una carrozza, permettendo un collegamento segreto dei vari sovrani sabaudi che, dalla loro residenza, raggiungevano amanti e collaboratori fin verso il lontano Castello di Rivoli, posto a occidente.
- la seconda grotta, invece, collegherebbe l'antica Porta Fibellona (Piazza Castello), ingresso orientale della città, con i sotterranei di Via Garibaldi, in direzione Piazza Palazzo di Città, e di Via Po, almeno fino alla Chiesa della SS. Annunziata e fu costruita, probabilmente, per fini strategico-militari. Per altri ancora, essa proseguirebbe ancora più a oriente, addirittura passando sotto il Po, per giungere nei sotterranei della Chiesa della Gran Madre, oltre le rive del fiume, dove sarebbe esistito un antico culto egizio legato a Iside.
- la terza grotta, infine, sarebbe inespugnabile e nota soltanto a pochissimi al mondo e conserverebbe la pietra filosofale.[3]

Se la prova di alcuni piccoli tratti sotterranei (in gran parte chiusi) sotto il centro storico, anticamente utilizzati come collegamenti segreti tra le chiese per vari politici, e l'esistenza di un antico laboratorio alchemico sabaudo sotto Palazzo Reale furono effettivamente ritrovati, la prova di reperti strettamente legati all'esoterismo lascia spazio soltanto a ipotesi occultistiche.